# Union franco-britannique

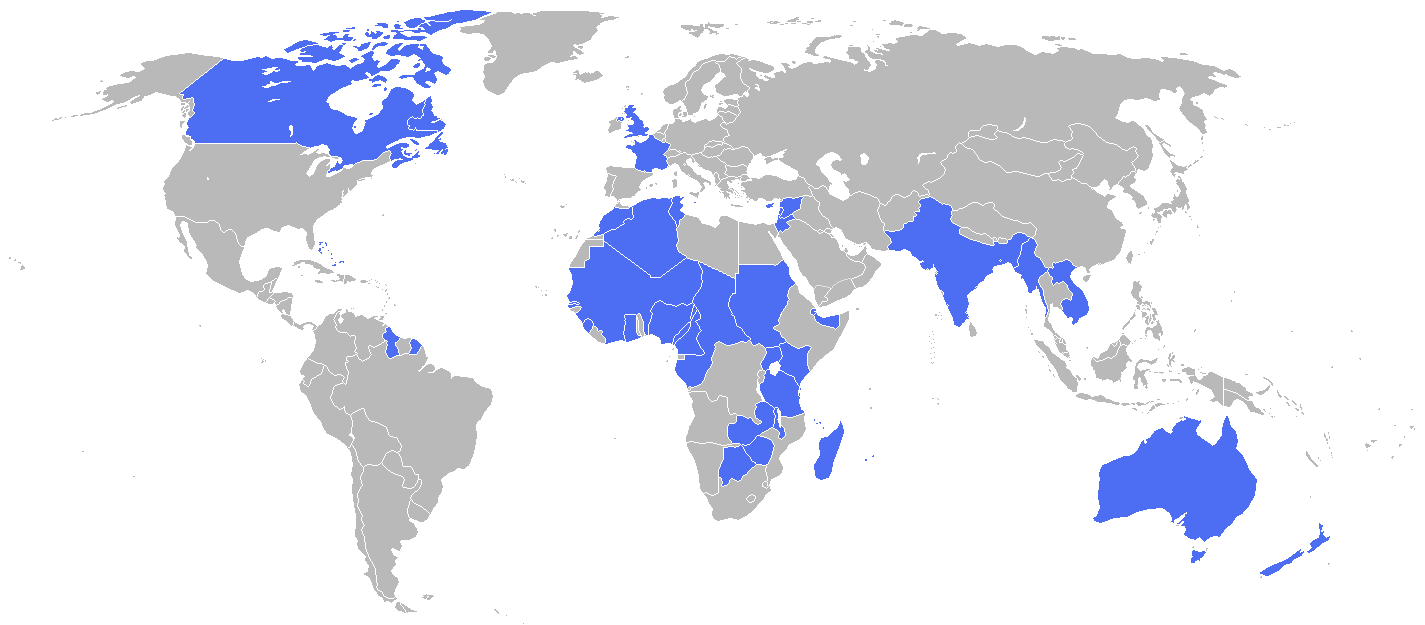
Carte de l'Union franco-britannique telle que proposée en 1940.

L'Union franco-britannique est un projet politique d'union globale entre le Royaume-Uni et la France et de fusion des États respectifs, élaboré à Londres par Jean Monnet en 1940. Proposé à Winston Churchill et à Paul Reynaud le 16 juin 1940, il n'est jamais adopté.

## Contexte

### Rapprochement franco-britannique progressif
Durant la fin du XIXe siècle, la France et le Royaume-Uni, traditionnellement adversaires d'un point de vue géopolitique, actent un rapprochement face à la montée en puissance de l'Allemagne. Les deux pays combattent côte à côte durant la Première Guerre mondiale. 
La construction d'un axe géopolitique franco-britannique est toutefois rendue compliquée, outre les phases de guerre, du fait des intérêts géopolitiques divergents. Le Royaume-Uni ne souhaite pas se trouver engagé dans un jeu d'alliances continentales du fait des amitiés françaises en Europe de l'Est. Il sait que la France est engagée dans une Petite Entente qui la lie à la Tchécoslovaquie, la Roumanie et la Yougoslavie. Durant l'entre-deux-guerres, le rapprochement franco-britannique achoppe la plupart du temps sur des problèmes de politique intérieure.

### Projets communs durant les années 1930
Si le rapprochement franco-britannique patine dans les années 1930, les discussions sont ravivées à la fin de la décennie. En 1939 est discutée l'idée d'une émission conjointe de timbres postaux afin de montrer la solidarité entre les deux alliés. Au cours d'une intervention radiodiffusée, l'écrivain Jean Giraudoux, alors Commissaire général à l'information du gouvernement français, propose d'illustrer un timbre commun avec le léopard anglais et le coq gaulois. L'idée est relayée par le Times de Londres et les ministres des Postes des deux pays lancent le projet. Le 8 mars 1940, le Français Henry Cheffer fournit un timbre de grand format illustré des portraits du roi George VI à gauche et du président Albert Lebrun, tous deux en costumes officiels. Autour d'eux, les symboles rappellent les forces des deux pays : la marine en arrière-plan du roi, l'agriculture derrière le président. Entre, une allégorie tenant dans ses mains les deux médaillons avance vers l'avant,. Installé au Royaume-Uni, le Français Edmund Dulac corrige le dessin pour qu'il puisse être aisément imprimé en photogravure,. L'émission est prévue pour le 1er septembre 1940 avec des valeurs de 2,5 pence et de 2,50 francs permettant l'affranchissement d'une lettre pour l'étranger. 

### Déclenchement de la Seconde Guerre mondiale
La Seconde Guerre mondiale conduit à un rapprochement initial des deux pays. La France et le Royaume-Uni se coordonnent pour déclarer la guerre conjointement à l'Allemagne nazie le 3 septembre 1939. L'engagement interallié du 28 mars 1940 acte la promesse de deux anciens adversaires à ne pas conclure de paix séparée avec l'ennemi.
Les armées franco-britanniques s'effondrent pendant la campagne de France, entre le 26 mai et le 2 juin 1940. Arguant de la faillite du commandement français, la Grande-Bretagne décide, pour pouvoir défendre son propre territoire d'un éventuel débarquement allemand, de replier son armée en rembarquant par Dunkerque la totalité de son corps expéditionnaire de 200 000 hommes, ainsi que de 139 229 Français. Le reste de l'armée française tient le front afin de permettre cette retraite, avant de devoir capituler face aux Allemands, qui capturent 2 472 canons, près de 85 000 véhicules, 68 000 tonnes de munition, 147 000 tonnes de carburant, 377 000 tonnes d'approvisionnements et font prisonniers 35 000 soldats français n'ayant pu être embarqués.
L'armistice du 22 juin 1940 demandé par le maréchal Pétain conduit toutefois à l'abandon des projets de coopération. Le timbre-poste devient un projet non émis. Des essais dentelés en bleu, en rouge et en deux autres couleurs sont conservés par des musées postaux dans les deux pays.

## Proposition

### Rencontre entre Monnet et de Gaulle
Jean Monnet préside depuis décembre 1939, à Londres, le comité de coordination visant à mettre en commun les capacités de production de la France et du Royaume-Uni en vue de préparer et de coordonner l'effort d'armement. Convaincu de la nécessité de créer un organisme intergouvernemental fusionné entre l'Angleterre et la France, il prépare un projet d'une union franco-anglaise pour la durée de la guerre. 
Monnet profite de ce que Charles de Gaulle, sous-secrétaire d’État à la Défense, arrive à Londres en juin 1940 pour lui proposer, avec l'ambassadeur de France au Royaume-Uni Charles Corbin, le projet. Il souhaite que de Gaulle, lorsqu'il retourne en France, convainque Paul Reynaud de son bien-fondé. De Gaulle prend la nouvelle avec ironie, et répond : « Monsieur Monnet, voulez-vous marier le président Lebrun au roi George VI ? ». Toutefois, il comprend que la proposition pourrait avoir un effet important sur le moral des troupes en leur donnant de l'espoir, et en accréditant la possibilité pour la France de résister à l'Allemagne nazie. De Gaulle accepte ainsi d'en parler à Winston Churchill, bien qu'il soit opposé à une fusion des États.

### Discussion entre de Gaulle et Churchill
De Gaulle rencontre Churchill dans l'après-midi. Ce dernier acquiesce, considérant que la proposition de Corbin et de Monnet peut agir comme un électrochoc. Toutefois, il ne semble pas que Churchill ait véritablement cru et soutenu le projet. Dans ses Mémoires de guerre, de Gaulle soutient que l'Union franco-britannique n'était pas un projet sérieux à long terme mais avait pour objectif de rendre espoir et énergie à ceux qui souhaitaient poursuivre la lutte. Il écrit : « Ni Churchill ni moi n'avons eu la moindre illusion ». Pour l'historien Julian T. Jackson, de Gaulle « avait à la fois raison et tort. La proposition n'était pas un mythe ; elle a bien existé. Mais, il est vrai, ni de Gaulle ni Churchill ne se faisaient d'illusion : il s'agissait d'un geste symbolique plus que d'un véritable acte politique ».
Churchill est également en contact avec John Maynard Keynes, qui appuie un tel plan.

### Mise au point de la proposition
La proposition est rédigée sous forme de note. Elle évoque une union fusionnant les deux pays en une seule nation, avec la formation d'une armée unique et d'un Parlement unique, ainsi que la mise en commun des ressources naturelles. De cette manière, la puissante flotte française ne serait plus un risque pour le Royaume-Uni. 
La note Anglo-French Unity que le général de Gaulle transmet à Paul Reynaud est ainsi formulée :

« À l'heure de péril où se décide la destinée du monde moderne, les gouvernements de la République française et du Royaume-Uni font cette déclaration d'Union indissoluble et proclament leur inébranlable résolution de continuer à défendre la Justice et la Liberté contre l'asservissement à un régime qui abaisse l'homme à vivre une vie d'automate et d'esclave.

Les deux gouvernements déclarent que la France et la Grande-Bretagne ne sont plus désormais deux nations, mais une Union franco-britannique. 

La Constitution de l'Union instituera des organes communs, pour la défense et la direction de la politique extérieure. 

Chaque citoyen français jouira immédiatement de la nationalité britannique, chaque sujet anglais deviendra citoyen français.

Les deux pays porteront ensemble la charge de réparer les dévastations de la guerre en quelque point de leur territoire qu'elles aient eu lieu, et leurs ressources communes serviront également à cette réparation.

Pendant la guerre, il n'y aura qu'un seul cabinet de guerre et toutes les forces de l'Angleterre et de la France, sur terre, sur mer et dans les airs, seront placées sous sa direction. Le cabinet gouvernera d'où il pourra. 

Les deux Parlements seront formellement associés. 

Les nations de l'Empire Britannique forment déjà de nouvelles armées et la France maintiendra ses forces sur terre, sur mer et dans l'air. 

L'Union fait appel aux États-Unis pour qu'ils renforcent les ressources économiques des Alliés et pour qu'ils apportent leur puissante aide matérielle à la cause commune. 

L'Union concentrera toutes ses énergies contre la puissance de l'ennemi en quelque lieu que la bataille se poursuive. 

Et ainsi nous vaincrons. »

La version anglaise de cette note est disponible publiquement dans les Archives nationales du Royaume-Uni, à la suite de leur ouverture au-delà de 30 ans,.

## Mise en œuvre

### Débat à la Chambre des Communes
Le jour même, le 16 juin 1940, Churchill propose à la Chambre des communes du Parlement du Royaume-Uni l'union des gouvernements du Royaume-Uni et de la République française pour continuer « la défense commune de la justice et de la liberté ».

### Discussion entre de Gaulle et Reynaud
Le lendemain, de Gaulle téléphone à Reynaud pour lui lire la note intitulée Suggested Declaration of Anglo-French Unity, qui est en essence le texte proposant la fusion. Il lui dit : « Je viens de voir Churchill. Il y a quelque chose d'énorme en préparation au point de vue entité entre les deux pays. Churchill propose la constitution d'un gouvernement unique franco-britannique et vous, Monsieur le Président, pouvez être président du cabinet de guerre franco-britannique ». Un témoin de la scène rapporte la réaction de Reynaud : « Ses sourcils se sont levés si haut qu'ils sont devenus impossibles à distinguer de ses cheveux coiffés avec soin ».

### Échec
Selon de Gaulle, la proposition ayant été transmise, Reynaud devait rencontrer Churchill à Concarneau pour signer le document. Toutefois, Reynaud est pris en étau par son gouvernement, dont la plupart des ministres rejettent l'idée. La maîtresse de Reynaud, Hélène de Portes, joue un rôle d'influence en lui soutenant que la France n'allait pas suivre Isabeau de Bavière, qui, en 1420, avait déshérité son fils pour livrer la France à l'Angleterre.
Le président de la République française Albert Lebrun remercie Reynaud, et le remplace par Philippe Pétain. Contrairement à Reynaud, Pétain est en faveur d'une reddition française, et entame aussitôt des négociations d'armistice avec l'Allemagne. Il enterre le projet d'union afin de favoriser la collaboration avec l'Allemagne.

## Postérité

La France (bleu) et le Royaume-Uni (rouge) en 2020.

En 1956, une union similaire aurait été proposée secrètement par Guy Mollet alors président du conseil auprès du Premier ministre Anthony Eden, qui aurait refusé et indiqué préférer une entrée de la France dans le Commonwealth. Cette proposition est à mettre en relation avec la perte d'influence des deux puissances dans leur sphère coloniale (guerre d'Algérie, crise de Suez), et avec une certaine crainte pour l'indépendance de la France face aux États-Unis et à l'URSS. L'existence d'une telle proposition a été révélée en 2007 par la BBC et The Times qui parle de « Frangleterre », provoquant la stupeur de nombreux historiens. En réalité, plusieurs publications antérieures mentionnent cet épisode ambigu des relations diplomatiques franco-britanniques. La véracité de ses affirmations n'en reste pas moins discutable, les médias l'ayant relayé s'appuyant uniquement sur l'article de la BBC en date du 15 janvier 2007, qui selon le dit article, parle d'un document ayant été émis le 28 septembre 1956 et disponible au sein des Archives nationales du Royaume-Uni, document qui n'est nullement présent dans lesdites Archives, ainsi que dans les Archives du Cabinet couvrant la période de 1955 à 1956.